# Rivière du Berger
La rivière du Berger est un affluent de la rivière Saint-Charles situé à Québec, dans la région administrative de la Capitale-Nationale, dans la province de Québec, au Canada. Elle a une longueur de 18,4 km.
La vallée de la rivière du Berger est desservie (de l'amont vers l'aval) par la rue Saint-Alexandre, la rue du Daim, la rue de Jurançon, la rue du Pomerol, la rue Élisabeth-II, le boulevard Bastien, l'avenue Chauveau, le boulevard Robert-Bourassa, la rue de la Rive Boisée Nord, le boulevard Lebourgneuf et le boulevard Central.
La surface de la rivière du Berger (sauf les zones de rapides) est généralement gelée de début décembre à fin mars ; toutefois la circulation sécuritaire sur la glace se fait généralement de fin décembre à début mars. Le niveau de l'eau de la rivière varie selon les saisons et les précipitations ; la crue printanière survient en mars ou avril.

## Géographie

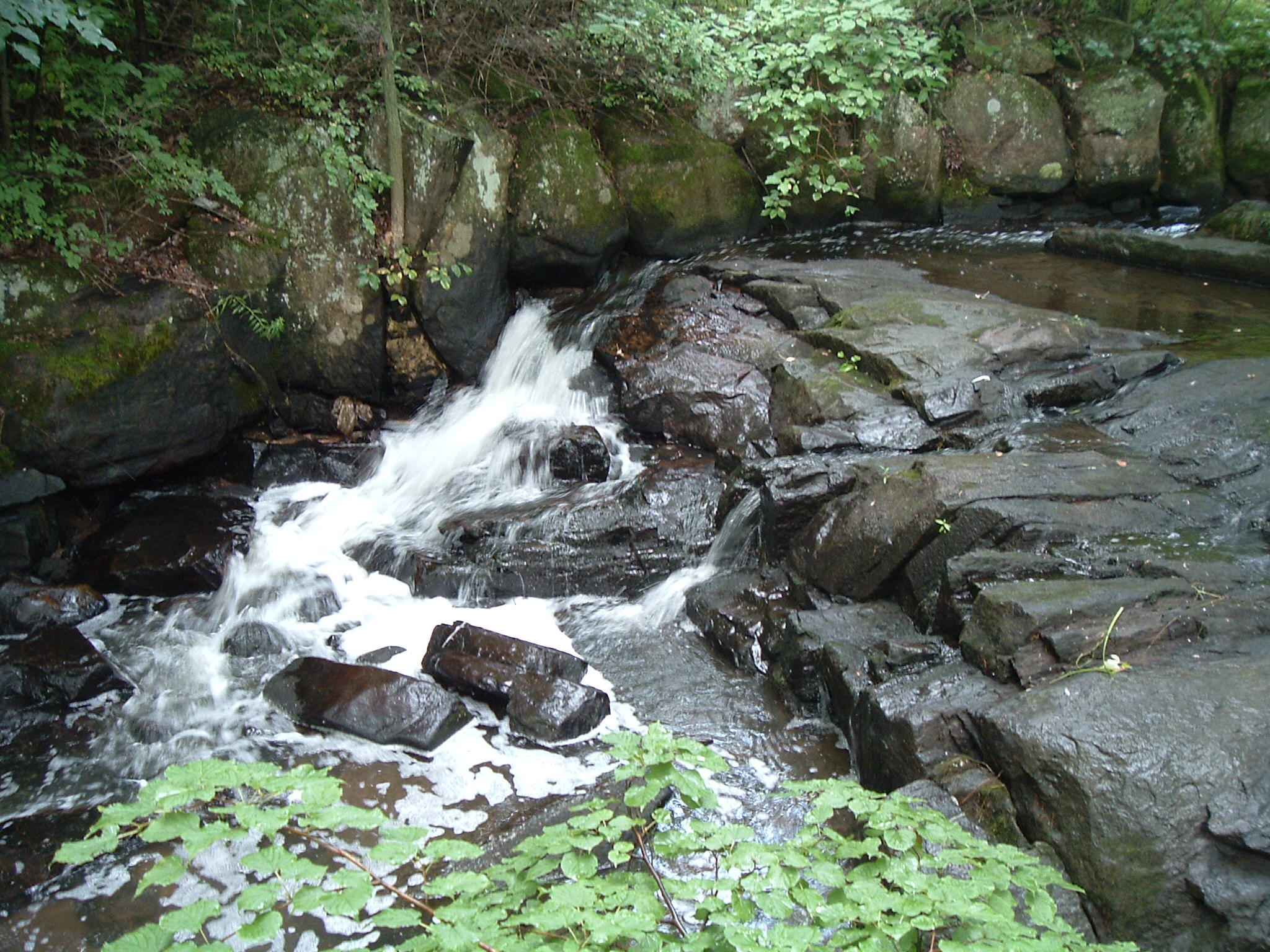
La rivière du Berger dans le parc des Moulins, Québec

Le bassin versant de la rivière du Berger, qui fait 53 km2, est localisé dans le secteur sud-est du bassin versant de la rivière Saint-Charles. Il traverse, de l’amont vers l’aval, le piémont du Bouclier canadien et les Basses-terres du Saint-Laurent.
La rivière prend sa source d'un petit lac non identifié dans un secteur boisé de Notre-Dame-des-Laurentides. Les principaux tributaires de la rivière du Berger sont la rivière des Sept Ponts, le ruisseau des Commissaires, le ruisseau des Carrières et la rivière des Roches. La partie sud du bassin de la rivière du Berger est relativement urbanisée, mais la densité diminue vers le nord. Mis à part une zone de basse densité en amont du site de l’ancien jardin zoologique, la partie nord n’est que très peu développée. On y trouve une vaste zone boisée qui abrite le lac des Roches, utilisé comme réserve d’eau potable par l’arrondissement de Charlesbourg.
À partir de l'embouchure d'un petit lac non identifié, la rivière du Berger coule sur 18,4 km, avec une dénivellation de 169 m, selon les segments suivants :
- 1,3 km en direction sud, courbant progressivement vers le sud-est en entrant en zone urbaine, jusqu'à la décharge de la rivière des Sept Ponts (venant du nord) ;
- 2,1 km vers le sud, traversant le Parc des Moulins (où est situé le zoo d'Orsainville), jusqu'à la confluence de la rivière des Roches (venant du nord) ;
- 0,5 km vers le sud en zone urbaine, jusqu'à la décharge d'un ruisseau urbain (venant du nord) ;
- 1,1 km vers le sud-est à la limite de la construction résidentielle d'Orsainville, jusqu'à un coude de rivière correspondant à un petit ruisseau (venant de l'est) ;
- 1,6 km vers le sud-ouest en zone verte en coupant l'autoroute 73 et en recueillant un ruisseau non identifié (venant du nord), jusqu'à un coude de rivière ;
- 5,7 km vers le sud-ouest en recueillant un ruisseau (venant du nord-ouest), en courbant vers le sud, en recueillant un ruisseau (venant de l'ouest), en traversant une longue zone de rapides dans le secteur de Neufchâtel, en courbant vers le sud-est en serpentant par endroit, jusqu'à la route 369 ;
- 2,8 km vers le sud-est en serpentant dans le Parc de l'Escarpement et dans le Parc industriel Métrobec, jusqu'à l'autoroute 40 ;
- 3,3 km vers le sud-est dans le secteur Duberger, en formant une boucle vers l'ouest, puis en courbant vers le sud-ouest, jusqu'à la confluence avec la rivière du Berger[2].

La rivière du Berger se déverse dans une courbe de rivière sur la rive nord de la rivière Saint-Charles. À partir de cette confluence, le courant descend sur 8,3 km généralement vers le nord-est en zone urbaine, en suivant le cours de la rivière Saint-Charles.

## Histoire
La rivière prend son nom actuel dès la Nouvelle-France. Sur une carte publiée en 1688 par Robert de Villeneuve, le toponyme « rivière du Berger » apparaît clairement. Jusqu'aux années 1960, le lit de la rivière reste pratiquement intacte et ses abords ne sont pas urbanisés.
En 1973, lors de la construction de l’autoroute 740 (autoroute Robert-Bourassa), on a pu assister à des redressements de la rivière du Berger sur des distances totales d’environ 500 m au nord du boulevard Père-Lelièvre. De même, la construction de l’autoroute 40 (autoroute Félix-Leclerc) a amené la canalisation d’une partie de la rivière. Ces perturbations de l’écoulement naturel n’ont évidemment pas été sans conséquence. Par la suite, des embâcles sur la rivière du Berger ont causé beaucoup de dommages. Afin de pallier le problème, des aménagements ont été réalisés en 1983. Une estacade visant à retenir les glaces et, donc, à prévenir la formation d’embâcles dans les zones à risques a été aménagée en amont de l’autoroute Félix-Leclerc, dans un secteur présentant peu de risques d’inondation.

## Toponymie
Le toponyme "rivière du Berger" est lié au secteur Du Berger que traverse le dernier segment de la rivière du Berge.
Le toponyme rivière du Berger a été officialisé le 5 décembre 1968 à la Commission de toponymie du Québec.

## Pollution et protection

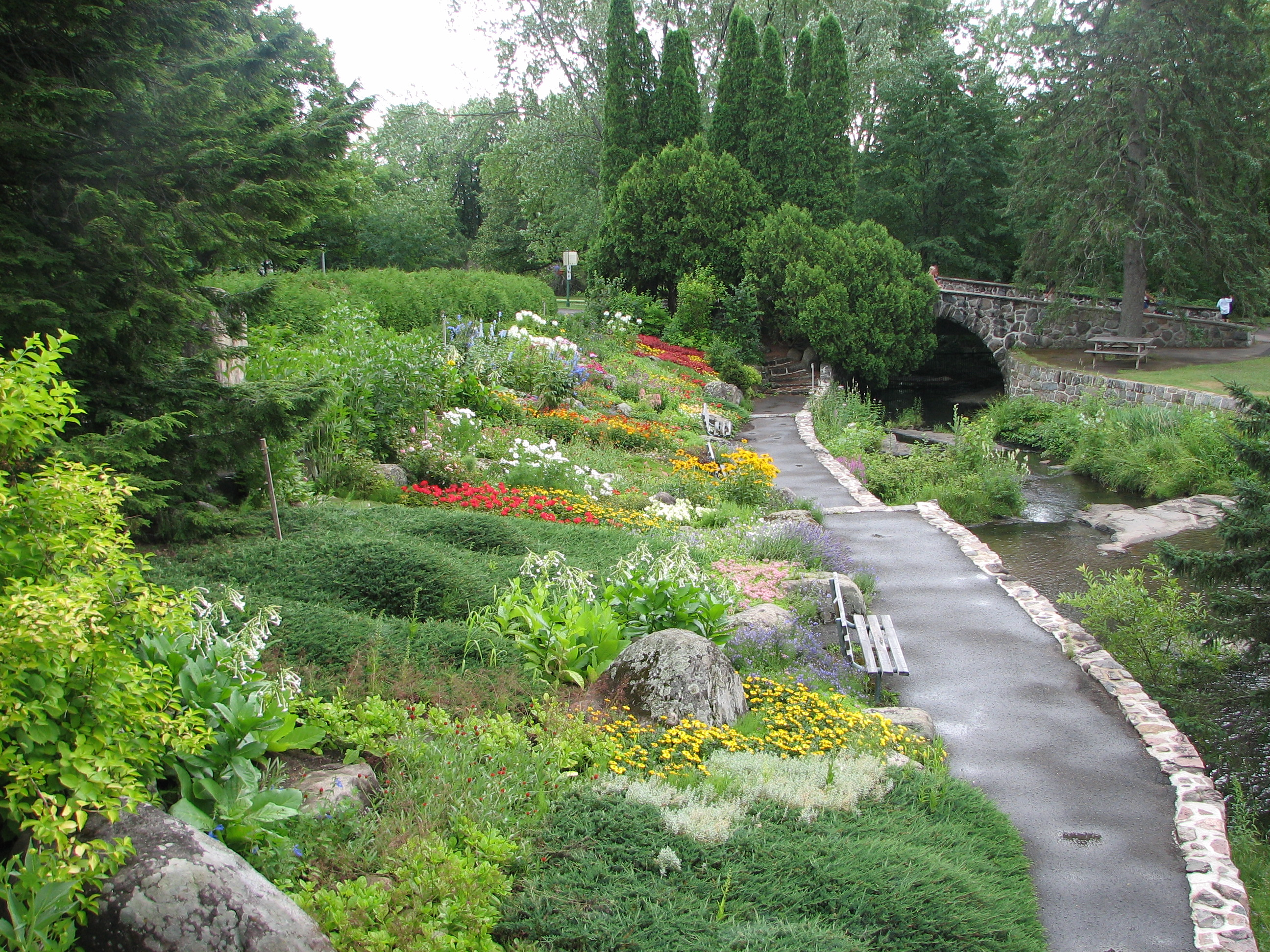
La rivière du Berger dans le jardin de la rivière, alors au Jardin zoologique du Québec en 2005.

Les sources de pollution de l’eau y sont essentiellement urbaines. À l’embouchure de la rivière du Berger, on observe des eaux de mauvaise qualité : la contamination bactériologique y est importante et elle outrepasse régulièrement les critères de qualité pour les concentrations de phosphore, d’aluminium et de matière organique. Toutefois, la qualité de l’eau en amont est loin d’être aussi mauvaise qu’à l’embouchure : l’indice général de qualité de l’eau y est supérieur à 80 (bonne qualité permettant généralement tous les usages y compris la baignade) alors qu’elle peut descendre à 20 à l’embouchure (mauvaise qualité, la plupart des usages risquent d’être compromis). Une zone ponctuelle de contamination bactériologique a toutefois été observée à la hauteur du site de l’ancien jardin zoologique en raison de la présence d’oiseaux aquatiques dans la rivière. Les résultats des récents inventaires de populations de poissons montrent que les populations d’ombles de fontaine en amont du site de l'ancien jardin zoologique du Québec sont allopatriques alors qu’elles sont sympatriques à l’aval.
Une partie des rives de la rivière est protégée par le Parc linéaire des rivières Saint-Charles et du Berger.